# 1053

## Родени
- Владимир II, велик княз на Киевска Рус
- Шаламон, крал на Унгария